# Deferundata aldabrana
Deferundata aldabrana är en insektsart som beskrevs av William Lucas Distant 1917. Deferundata aldabrana ingår i släktet Deferundata och familjen Ricaniidae. Inga underarter finns listade i Catalogue of Life.